# Сен-Жан-э-Сен-Поль
Сен-Жан-э-Сен-Поль (фр. Saint-Jean-et-Saint-Paul, окс. Sent Joan e Sent Paul) — коммуна во Франции, находится в регионе Окситания. Департамент — Аверон. Входит в состав кантона Корню. Округ коммуны — Мийо.
Код INSEE коммуны — 12232.
Коммуна расположена приблизительно в 550 км к югу от Парижа, в 135 км восточнее Тулузы, в 60 км к юго-востоку от Родеза.

## Население
Население коммуны на 2008 год составляло 263 человека.
| 1962 | 1968 | 1975 | 1982 | 1990 | 1999 | 2008 |
| ---- | ---- | ---- | ---- | ---- | ---- | ---- |
| 314  | 303  | 275  | 242  | 208  | 218  | 263  |

## Экономика
Основу экономики составляет сельское хозяйство, в том числе производство овечьего молока для сыров рокфор и перай, производство телят и ягнят для откорма.
В 2007 году среди 156 человек в трудоспособном возрасте (15—64 лет) 114 были экономически активными, 42 — неактивными (показатель активности — 73,1 %, в 1999 году было 73,8 %). Из 114 активных работали 102 человека (60 мужчин и 42 женщины), безработных было 12 (4 мужчины и 8 женщин). Среди 42 неактивных 21 человек были учениками или студентами, 10 — пенсионерами, 11 были неактивными по другим причинам.

## Достопримечательности
- Поместье Вьялет (XV—XVI века). Памятник истории с 1984 года[3]
- Прямоугольная башня Вьялет
- Укреплённая деревня Сен-Жан-д’Алька
- Пещера Трей (раскопки культуры Трей, 3300-2400 до н. э.)

## Фотогалерея

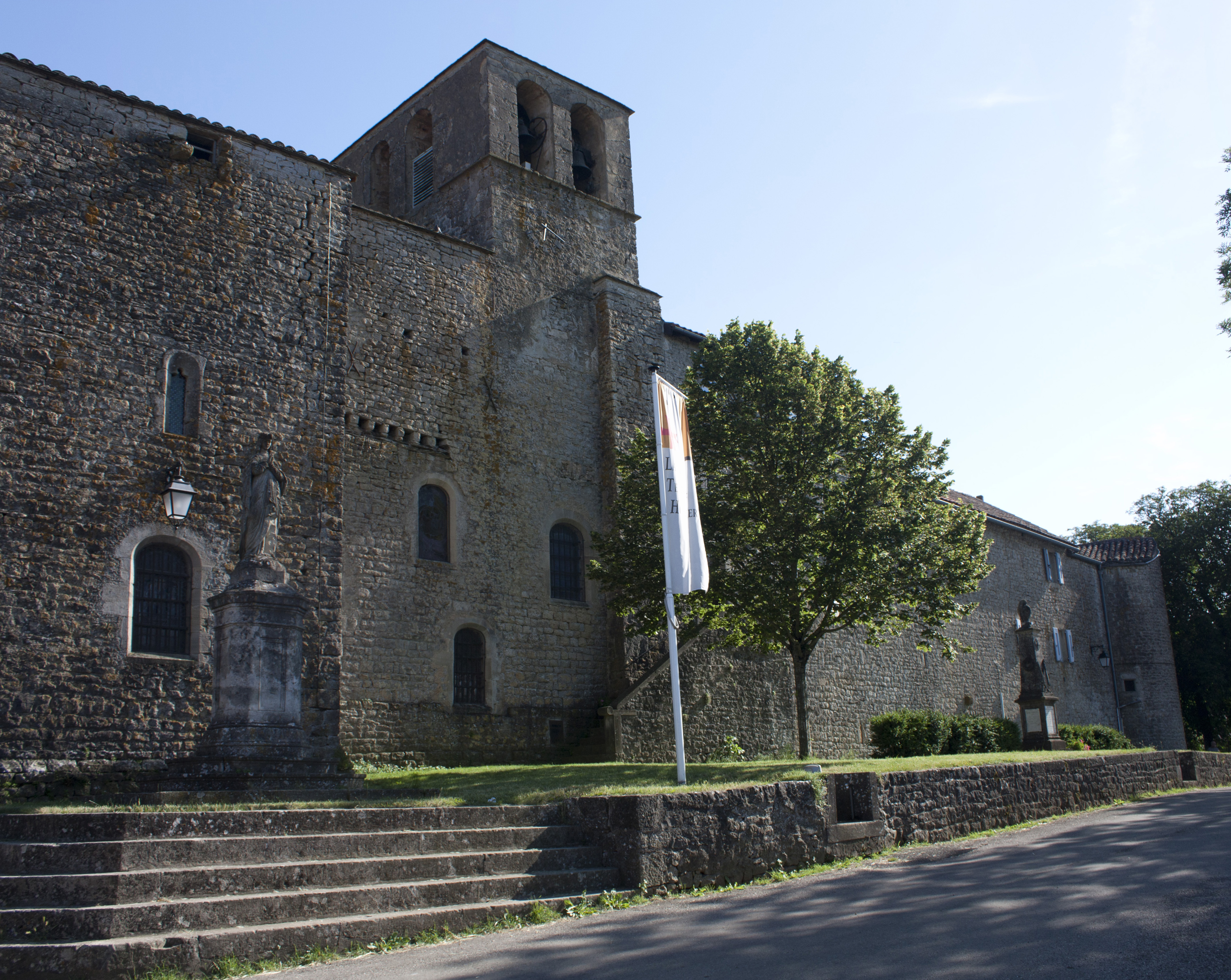
Церковь в Сен-Жан-д’Алька
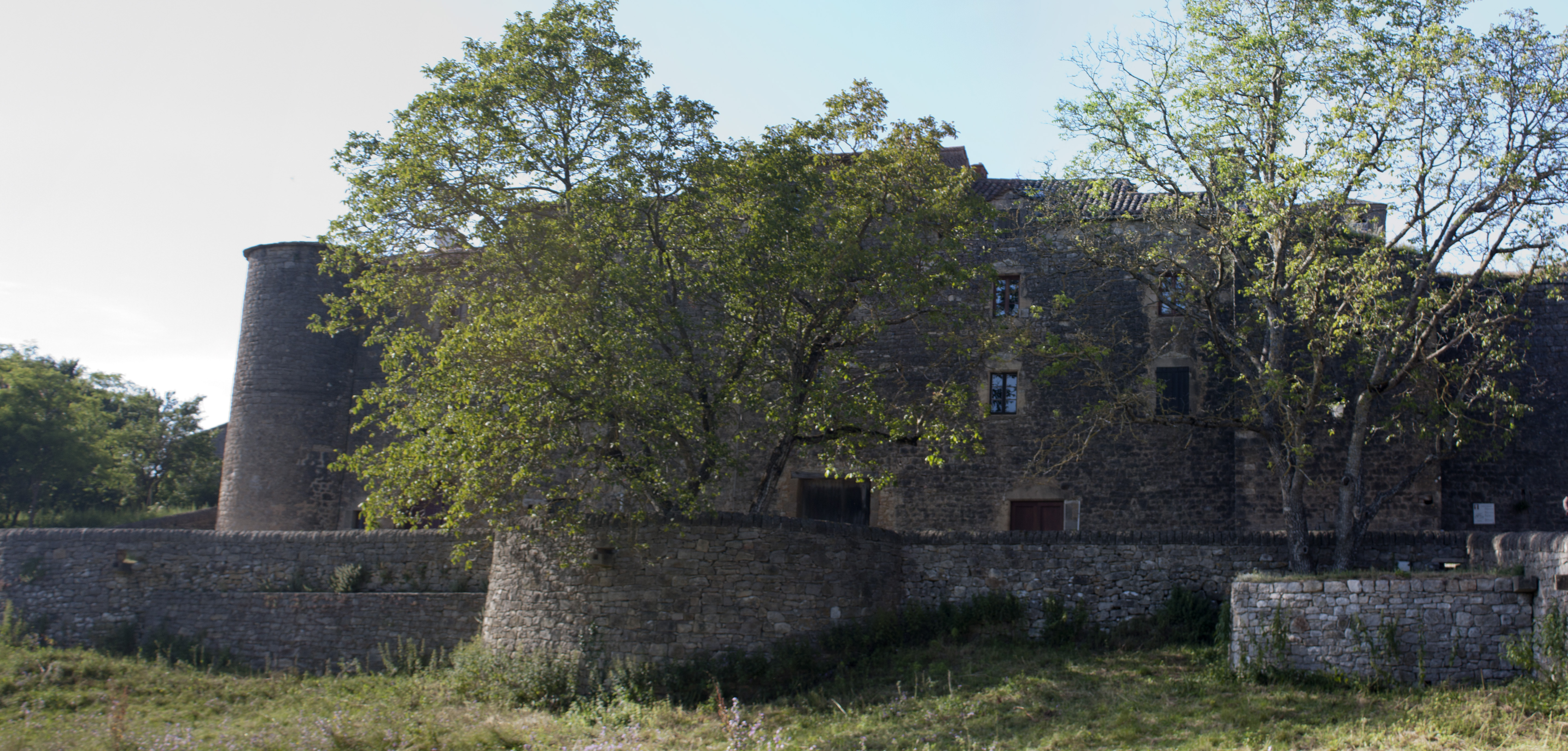
Сен-Жан-д’Алька (южная крепостная стена)
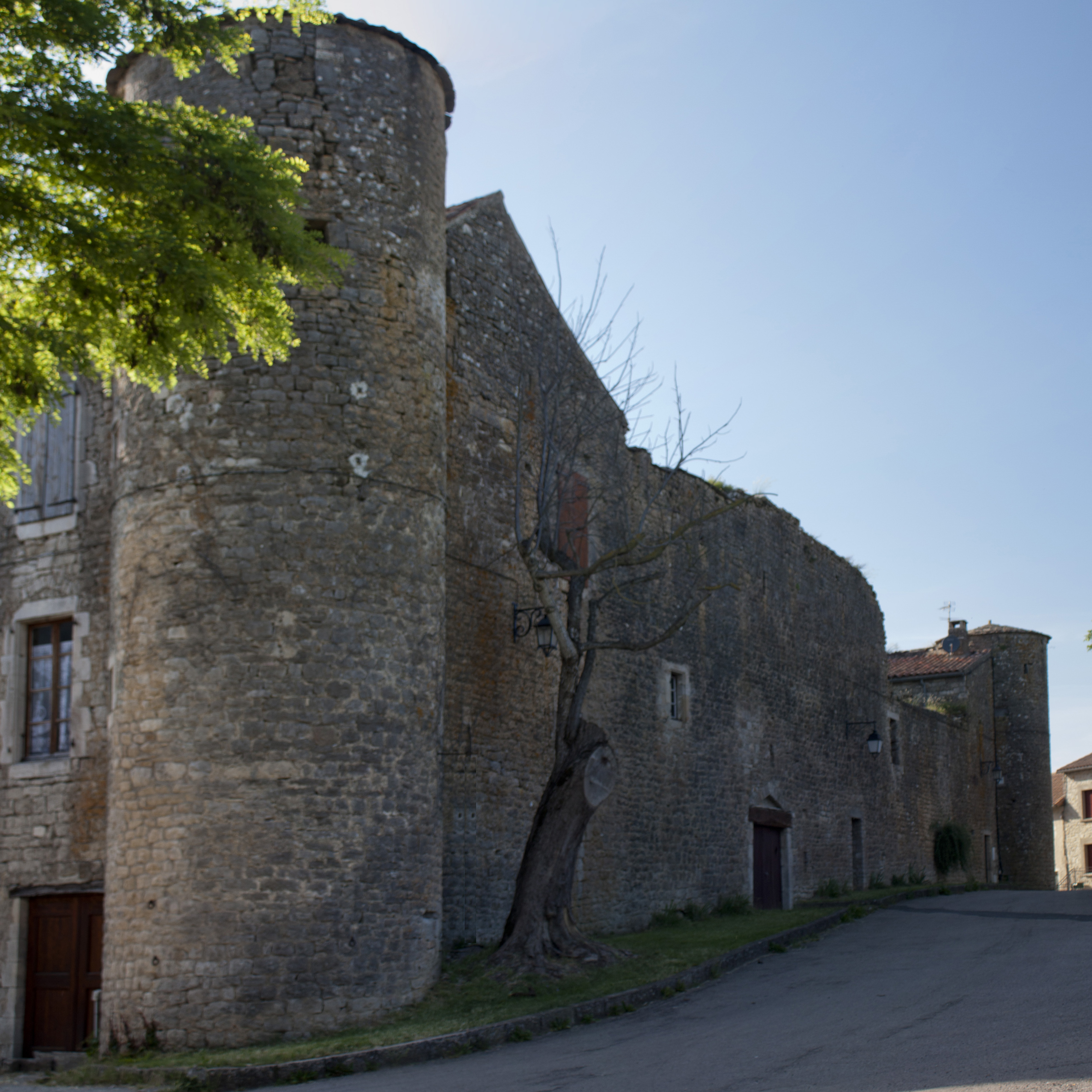
Сен-Жан-д’Алька (восточная крепостная стена)
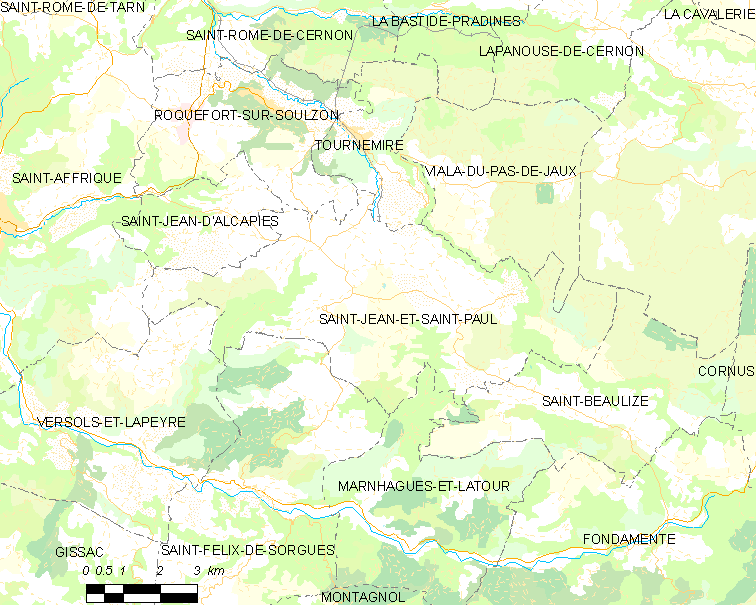
Карта коммуны